# قطاع دائري

القطاع الدائري باللون الأخضر

القطاع الدائري هو جزء من دائرة يحده نصفا قطر وقوس.

## مساحة القطاع الدائري
تعطى مساحة القطاع الدائري بالعلاقة:
{\displaystyle A=\pi r^{2}\cdot {\frac {\theta }{2\pi }}=r^{2}\left({\frac {\theta }{2}}\right)={\frac {1}{2}}r^{2}\theta =r*L/2}
حيث {\displaystyle \theta } هي الزاوية المركزية بالراديان، {\displaystyle r} نصف القطر.